# WNET
WNET는 미국 뉴저지 뉴어크에 방송 라이센스를 가지고 있으며, 뉴욕 대도시권을 권역으로 하는 공영 텔레비전 방송국으로 PBS 네트워크에 가맹되어 있다. WNET의 스튜디오는 미드타운 맨해튼에 있다. 채널 번호는 13번이다.
WNET는 WNET.ORG의 계열에 속해 있으며 자매 채널로 롱아일랜드 소재의 WLIW (채널21)과, 뉴저지 주 소재의 NJTV가 있다.
WNET는 1948년 5월 15일에 세워진 WATV이며, 1958년의 WNTA-TV를 거쳐 1962년에 WNDT로 바뀌면서 동시에 NET에 가맹되었다. 1970년 NET가 PBS로 바뀌면서 WNDT는 WNET로 바뀌어 지금에 이르고 있다.